# كاداري (أذربيجان)
كاداري (بالأذرية: Cadarı، بالإنجليزية: Cadarı، بالتترية: Чәдәри، بالتركية: Cadarı، بالشيشانية: Чаьдаьри بالفارسية: جاداری): هي قرية في بلدية روستوف (أذربيجان) في مقاطعة قوبا في أذربيجان.